# Basartären

Basartären i mitten av bilden

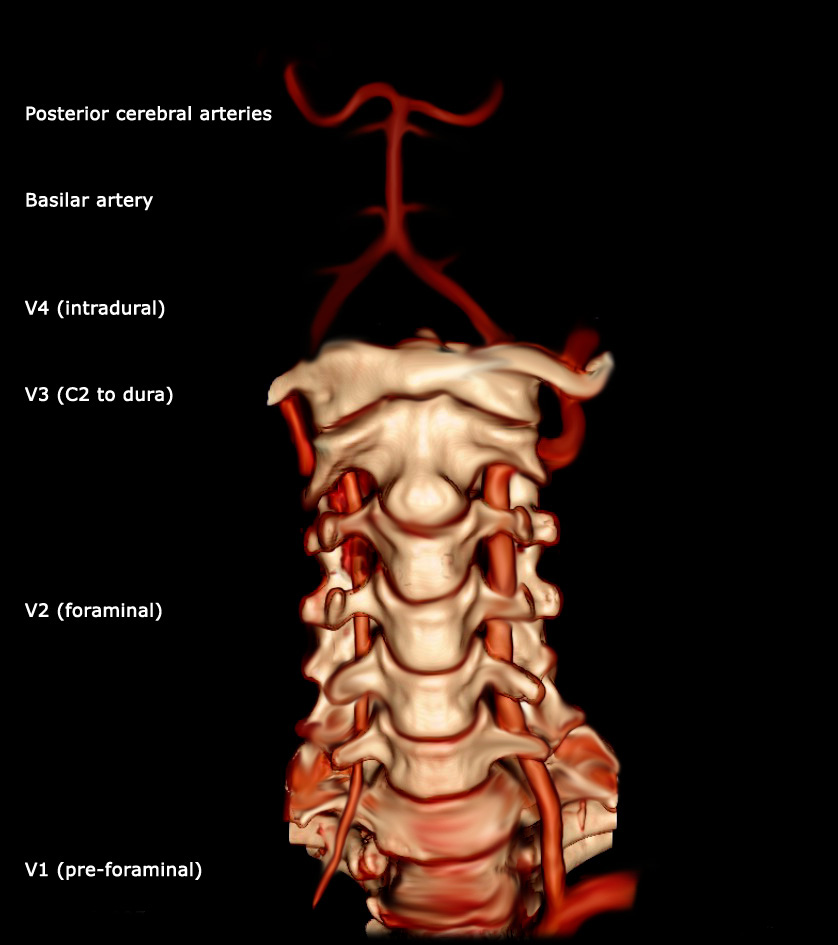
Basartären ses i figurens övre del.

Basartären (Arteria basilaris), är en mittställd artär, utgående från en förgrening av de båda kotartärerna arteria vertebralis. Slutligen delar de åter på sig och löper samman till de båda bakre storhjärnsartärerna, arteria cerebri posterior. Basartären försörjer stora delar av lilla hjärnan och hjärnstammen med sina många förgreningar.